# Tim Fischer
Pour les articles homonymes, voir Fischer.
Timothy Andrew Fischer, dit Tim Fischer (né le 3 mai 1946 à Lockhart et mort le 22 août 2019 à Albury Est en Nouvelle-Galles du Sud) est un homme politique australien, vice-Premier ministre de 1996 à 1999.

## Biographie
Né dans une région rurale de Nouvelle-Galles du Sud, Tim Fischer est scolarisé à Melbourne. Enrôlé dans l'Armée australienne par conscription, il est envoyé à la guerre du Viêt Nam, où il devient second lieutenant dans le 1er bataillon du Royal Australian Regiment. De retour en Australie il s'installe comme fermier à Boree Creek, ville de la Riverina, région agricole du sud de la Nouvelle-Galles du Sud. Il rejoint le Parti rural (qui deviendra le Parti national en 1982) et entre en politique, élu député à l'Assemblée législative de Nouvelle-Galles du Sud de 1971 à 1984. Il partage le conservatisme sociétal des autres membres du parti, mais pas leur protectionnisme, arguant que le secteur agricole australien doit se moderniser au contact du commerce international,,.
Aux élections fédérales de 1984, il est élu député de la circonscription de Farrer, où il réside, à la Chambre des représentants. Il y sera réélu continuellement jusqu'à ce qu'il quitte la vie politique en 2001. Au milieu des années 1980 la Coalition des partis de droite et de centre-droit est dans l'opposition et lorsque John Howard devient chef de l'Opposition parlementaire en septembre 1985, il nomme Tim Fischer ministre fantôme aux Anciens combattants dans son cabinet fantôme. Tim Fischer conserve cette fonction jusqu'en avril 1990, lorsqu'il devient chef du bloc de députés du Parti national à la Chambre des représentants. Il est alors fait ministre fantôme de l'Énergie et des Ressources naturelles jusqu'en avril 1993, puis ministre fantôme du Commerce extérieur jusqu'à la victoire de la Coalition aux élections fédérales de mars 1996 après treize ans dans l'opposition.
Devenu ainsi Premier ministre, John Howard, chef du Parti libéral, le nomme vice-Premier ministre et ministre du Commerce extérieur. D'un physique « imposant », connu pour son chapeau Akubra, il s'exprime avec une légère trace de bégaiement, se passionne pour les chemins de fer des pays qu'il visite et est fréquemment décrit par les médias australiens comme étant un personnage « singulier ». En tant que ministre du Commerce extérieur, il promeut le développement des relations commerciales de l'Australie avec les États d'Asie, politique initiée par le gouvernement travailliste dans les années 1980. À cet effet, il se constitue « un réseau substantiel d'alliés et d'amis en Thaïlande, à Singapour et en Indonésie », et visite une soixantaine de pays en trois ans, contribuant à « ouvrir des marchés en Chine, en Inde et même en Iran ». En tant que vice-Premier ministre, après la tuerie de Port-Arthur en avril 1996, il soutient la décision de John Howard d'introduire un contrôle strict et une restriction des armes à feu, bien que cette décision suscite l'opposition farouche de nombreux électeurs ruraux du Parti national. Sillonnant les zones rurales, il s'efforce d'en expliquer le mérite aux habitants de ces régions. Par sa décision de principe, il suscite un respect transpartisan à la Chambre des représentants, tandis que le gouvernement achète aux citoyens, et détruit, les quelque 700 000 armes à feu désormais interdites. Dans les années qui suivent, la Coalition est défiée sur sa droite par l'émergence du parti de droite populiste Une nation, fondé par Pauline Hanson. Tim Fischer s'oppose fermement au racisme qu'expriment des représentants de ce parti,.
En juillet 1999, se disant fatigué par cette lutte politique contre l'extrême-droite et souhaitant consacrer plus de temps à son fils autiste, il quitte le gouvernement. Lorsqu'il exprime ses adieux à la Chambre des représentants, il est ovationné par les députés debout pendant plus d'une minute. Il siège comme député d'arrière-ban jusqu'aux élections fédérales de 2001, auxquelles il ne se représente pas. Par la suite, il préside Tourism Australia, l'agence publique de promotion du tourisme en Australie. De 2008 à 2009, il présente à la radio publique une série d'émissions sur les chemins de fer : The Great Train Show ; il écrit par ailleurs plusieurs livres à ce sujet. Catholique « fervent », en 2009 il est nommé ambassadeur d'Australie auprès du Saint-Siège (le Vatican) par le Premier ministre travailliste Kevin Rudd ; il devient ainsi le premier ambassadeur résident d'Australie au Vatican, ses prédécesseurs ayant été itinérants. Il quitte cette fonction en 2012 et meurt d'une leucémie en 2019 à l'âge de 73 ans, ayant suggéré quelques mois plus tôt que sa maladie a été aggravée par son exposition à l'agent orange durant la guerre du Viêt Nam. Le Premier ministre Scott Morrison et les médias soulignent de façon unanime le rôle important qu'il a joué dans la régulation et la restriction des armes à feu dans le pays ; Michael McCormack, chef du Parti national, déclare que « de nombreux Australiens » lui doivent leur vie,,,,,.